# Adelaide International 2 2022
Adelaide International 2 2022 var den tredje upplagan för herrar och fjärde för damer av Adelaide International, en tennisturnering i Adelaide, Australien. Turneringen var en del av 250 Series på ATP-touren 2022 och WTA 250 på WTA-touren 2022 och spelades utomhus på hard court mellan den 10–15 januari 2022.
Tävlingen arrangerades efter att damturneringen Hobart International och herrturneringen ATP Auckland Open blivit inställda på grund av den pågående covid-19-pandemin. En vecka tidigare hölls Adelaide International 1 2022, en ATP 250 Series och WTA 500-turnering.

## Mästare

### Herrsingel
- Thanasi Kokkinakis besegrade  Arthur Rinderknech, 6–7(6–8), 7–6(7–5), 6–3

### Damsingel
- Madison Keys besegrade  Alison Riske, 6–1, 6–2

### Herrdubbel
- Wesley Koolhof /  Neal Skupski besegrade  Ariel Behar /  Gonzalo Escobar, 7–6(7–5), 6–4

### Damdubbel
- Eri Hozumi /  Makoto Ninomiya besegrade  Tereza Martincová /  Markéta Vondroušová, 1–6, 7–6(7–4), [10–7]

## Poäng och prispengar

### Poängfördelning
| Gren        | Mästare | Final | Semifinal | Kvartsfinal | Åttondelsfinal | Sextondelsfinal | Kvalificerad till huvudturneringen | Kvalomgång 2 | Kvalomgång 1 |
| Herrsingel  | 250     | 150   | 90        | 45          | 20             | 0               | 12                                 | 6            | 0            |
| Herrdubbel* | 250     | 150   | 90        | 45          | 20             | 0               | i.u.                               | i.u.         | i.u.         |
| Damsingel   | 280     | 180   | 110       | 60          | 30             | 1               | 18                                 | 12           | 1            |
| Damdubbel*  | 280     | 180   | 110       | 60          | 1              | i.u.            | i.u.                               | i.u.         | i.u.         |

*per lag

### Prispengar
| Gren        | Mästare  | Final    | Semifinal | Kvartsfinal | Åttondelsfinal | Sextondelsfinal | Kvalomgång 2 | Kvalomgång 1 |
| Herrsingel  | 43 189 $ | 30 885 $ | 22 710 $  | 14 255 $    | 9 180 $        | 5 370 $         | 2 625 $      | 1 365 $      |
| Herrdubbel* | 19 300 $ | 10 900 $ | 6 300 $   | 3 570 $     | 2 100 $        | 1 260 $         | i.u.         | i.u.         |
| Damsingel   | 31 000 $ | 18 037 $ | 10 100 $  | 5 800 $     | 3 675 $        | 2 675 $         | 1 950 $      | 1 270 $      |
| Damdubbel*  | 10 800 $ | 6 300 $  | 3 800 $   | 2 300 $     | 1 750 $        | i.u.            | i.u.         | i.u.         |

## Tävlande i herrsingeln

### Seedning
| Land      | Spelare          | Rank1 | Seedning |
| --------- | ---------------- | ----- | -------- |
| Frankrike | Gaël Monfils     | 21    | 1        |
| USA       | John Isner       | 24    | 2        |
| Ryssland  | Karen Khachanov  | 29    | 3        |
| Kroatien  | Marin Čilić      | 30    | 4        |
| Sydafrika | Lloyd Harris     | 31    | 5        |
| Kazakstan | Alexander Bublik | 36    | 6        |
| USA       | Frances Tiafoe   | 38    | 7        |
| Ungern    | Márton Fucsovics | 40    | 8        |

- 1 Rankingen är per den 3 januari 2022.

### Övrig spelarinformation
Följande spelare fick ett wild card till turneringen:
- Alex Bolt
- Thanasi Kokkinakis
- Aleksandar Vukic

Följande spelare kvalificerade sig genom kvalturneringen:
- Egor Gerasimov
- Steve Johnson
- Corentin Moutet
- Yoshihito Nishioka

Följande spelare kvalificerade sig som lucky losers:
- Roberto Carballés Baena
- Thiago Monteiro

### Spelare som dragit sig ur
Innan turneringens start
- Jenson Brooksby → ersatt av  Arthur Rinderknech
- Laslo Đere → ersatt av  Thiago Monteiro
- James Duckworth → ersatt av  Jaume Munar
- Dominik Koepfer → ersatt av  Roberto Carballés Baena
- Sebastian Korda → ersatt av  Gianluca Mager

## Tävlande i herrdubbeln

### Seedning
| Land                    | Spelare           | Land           | Spelare         | Rank1 | Seedning |
| ----------------------- | ----------------- | -------------- | --------------- | ----- | -------- |
| USA                     | Rajeev Ram        | Storbritannien | Joe Salisbury   | 7     | 1        |
| Kroatien                | Ivan Dodig        | Brasilien      | Marcelo Melo    | 41    | 2        |
| Nederländerna           | Wesley Koolhof    | Storbritannien | Neal Skupski    | 41    | 3        |
| Belgien                 | Sander Gillé      | Belgien        | Joran Vliegen   | 56    | 4        |
| Sydafrika               | Raven Klaasen     | Japan          | Ben McLachlan   | 63    | 5        |
| Uruguay                 | Ariel Behar       | Ecuador        | Gonzalo Escobar | 80    | 6        |
| Mexiko                  | Santiago González | Argentina      | Andrés Molteni  | 81    | 7        |
| Bosnien och Hercegovina | Tomislav Brkić    | Serbien        | Nikola Ćaćić    | 83    | 8        |

- 1 Rankingen är per den 3 januari 2022.

### Övrig spelarinformation
Följande dubbelpar fick ett wild card till turneringen:
- Aaron Addison /  Thomas Fancutt
- Harry Bourchier /  Brandon Walkin

Följande dubbelpar fick en plats i turneringen som reserver:
- Calum Puttergill /  Adam Taylor

### Spelare som dragit sig ur
Innan turneringens start
- Romain Arneodo /  Benoît Paire → ersatt av  Oscar Otte /  Benoît Paire
- Márton Fucsovics /  Tommy Paul → ersatt av  Calum Puttergill /  Adam Taylor
- Tallon Griekspoor /  Andrea Vavassori → ersatt av  Treat Huey /  Frederik Nielsen
- Nicolas Mahut /  Fabrice Martin → ersatt av  Evan King /  Alex Lawson
- Frances Tiafoe /  Nicholas Monroe → ersatt av  Nicholas Monroe /  Holger Rune

## Tävlande i damsingeln

### Seedning
| Land      | Spelare              | Rank1 | Seedning |
| --------- | -------------------- | ----- | -------- |
| Belarus   | Aryna Sabalenka      | 2     | 1        |
| Ukraina   | Elina Svitolina      | 15    | 2        |
| USA       | Coco Gauff           | 22    | 3        |
| Slovenien | Tamara Zidanšek      | 30    | 4        |
| Ryssland  | Veronika Kudermetova | 31    | 5        |
| Tjeckien  | Markéta Vondroušová  | 35    | 6        |
| Schweiz   | Jil Teichmann        | 37    | 7        |
| Ryssland  | Liudmila Samsonova   | 38    | 8        |
| Rumänien  | Sorana Cîrstea       | 39    | 9        |

- 1 Rankingen är per den 3 januari 2022.

### Övrig spelarinformation
Följande spelare fick ett wild card till turneringen:
- Maddison Inglis
- Aryna Sabalenka
- Daria Saville

Följande spelare fick en plats i turneringen som reserv:
- Ana Konjuh

Följande spelare kvalificerade sig genom kvalturneringen:
- Lauren Davis
- Rebecca Peterson
- Anastasia Potapova
- Dayana Yastremska
- Heather Watson
- Storm Sanders

Följande spelare kvalificerade sig som lucky loser:
- Danka Kovinić

### Spelare som dragit sig ur
Innan turneringens start
- Camila Giorgi → ersatt av  Madison Brengle
- Veronika Kudermetova → ersatt av  Danka Kovinić
- Ann Li → ersatt av  Ana Konjuh
- Yulia Putintseva → ersatt av  Madison Keys
- Sara Sorribes Tormo → ersatt av  Mayar Sherif
- Clara Tauson → ersatt av  Alizé Cornet

## Tävlande i damdubbeln

### Seedning
| Land     | Spelare         | Land     | Spelare            | Rank1 | Seedning |
| -------- | --------------- | -------- | ------------------ | ----- | -------- |
| Tjeckien | Marie Bouzková  | Tjeckien | Lucie Hradecká     | 63    | 1        |
| Ukraina  | Nadiia Kichenok | Indien   | Sania Mirza        | 94    | 2        |
| Japan    | Eri Hozumi      | Japan    | Makoto Ninomiya    | 114   | 3        |
| Japan    | Miyu Kato       | USA      | Sabrina Santamaria | 138   | 4        |

- 1 Rankingen är per den 3 januari 2022.

### Övrig spelarinformation
Följande dubbelpar fick ett wild card till turneringen:
- Maddison Inglis /  Olivia Tjandramulia
- Annerly Poulos /  Tina Nadine Smith

Följande dubbelpar fick en plats i turneringen som reserver:
- Kristína Kučová /  Tara Moore

### Spelare som dragit sig ur
Innan turneringens start
- Marie Bouzková /  Lucie Hradecká → ersatt av  Kristína Kučová /  Tara Moore
- Chan Hao-ching /  Monica Niculescu → ersatt av  Peangtarn Plipuech /  Aldila Sutjiadi
- Katarzyna Piter /  Renata Voráčová → ersatt av  Marta Kostyuk /  Katarzyna Piter